# Ourno
Ourno este o comună rurală din departamentul Madaoua, regiunea Tahoua, Niger, cu o populație de 51.160 de locuitori (2001).